# History (canción de Blue System)
History (Historia, en español) es el primer sencillo del octavo álbum de Blue System, Backstreet Dreams, el cual fue publicado en 1993 por Hanseatic M.V. y distribuido por BMG. La letra, música, arreglos y producción pertenecen a Dieter Bohlen. La coproducción estuvo a cargo de Luis Rodriguez.

## Sencillos
7" Single Hansa 74321 13474 7 (BMG), 1993
1. History (Radio Version)	3:30
2. History (Instrumental)		3:26

12" Single Hansa 74321 13474 1 (BMG), 1993
1. History (Radio Version)	3:30
2. History (Long Version)		4:40
3. History (Historical Dance Mix)	4:10
4. History (Instrumental)		3:26

CD-Maxi Hansa 74321 13474 2 (BMG), 1993
1. History (Radio Version)	3:30
2. History (Long Version)		4:40
3. History (Historical Dance Mix)	4:10
4. History (Instrumental)		3:26

## Listas
El sencillo permaneció 11 semanas en la lista alemana desde el 5 de abril de 1993 hasta el 20 de junio de 1993. Alcanzó el puesto nº26 como máxima posición.
| Lista (1993) | Mejor posición |
| ------------ | -------------- |
| Alemania     | 26             |

## Créditos
- Dieter Bohlen - Compositor, productor, arreglador.
- Luis Rodríguez - Coproductor.
- Esser & Strauß - Fotografía.
- Hanseatic - Publicación
- Sony Music - Distribución